# Gilvan Freire
Gilvan da Silva Freire, ou simplesmente Gilvan Freire (Santa Luzia (Paraíba), 26 de julho de 1949), é um advogado e político brasileiro.
Estreou na mídia paraibana em 2009, constituindo a bancada do programa Conexão Master, apresentado  na época pelo jornalista Luís Torres, tendo como comentaristas o cientista político Lúcio Flávio de Vasconcelos e o jornalista Tião Lucena. Ficou por mais de três anos e devido razões pessoais, deixou o programa no final de 2012. É reconhecido por perfeição linguística e qualidade dos vernáculos dos seus textos e discursos; se declara amante da língua portuguesa e crítico contundente da influência estadunidense nos novos padrões culturais brasileiros. Como constitucionalista, dar palestras nas áreas de Direito e Liberdade de Expressão.

## Biografia
Filho de Maria Guilhermina e Siro Medeiros, Gilvan nasceu no distrito de São Mamede, que na época pertencia ao município de Santa Luzia e só se emanciparia anos depois. Aos 6 anos, mudou-se com a família para Patos, onde estudou na Escola Profissional Miguel Sátyro, Colégio Comercial Roberto Simonsen e no Ginásio Diocesano, despertando na liderança estudantil. Foi um dos fundadores da Casa do Estudante, do Havaí Cultural Clube, do Teatro Amador, Jornal do Sertão, Centro de Estudos do Menor e Integração da Comunidade – CENIC. Já era membro ativo da Comissão de Desenvolvimento eleito por 600 votantes em 1968.
Ainda em 1968, no dia 15 de novembro disputou vaga para vereador em Patos, pela ARENA, conseguindo 598 votos, mantendo-se na primeira suplência e exercendo o mandato em decorrência da renúncia de José Ribamar Brito. Nesta época, ainda na condição de estudante, delirava plateias em comícios, compondo um grupo de intelectuais, com Nestor Gondim, Marcone Sobral, Wilson Dias, Rênio Torres e Polion Carneiro.
Já em 1972, foi para João Pessoa no intento de cursar o superior em Sociologia, mas desistiu e ingressou na Faculdade Autônoma de Direito, diplomando-se em 1978. Com a formatura, seu escritório foi dinamizado e assim passou a se dedicar, de forma integral, a advocacia, até 1990. Neste mesmo ano, concorreu ao mandato de deputado estadual, obtendo êxito, com um total de 7.171 votos pelo PMDB.  Assumiu a condição de chefe do executivo paraibano por causa da licença do titular e também do vice. Devido seu desempenho na Casa Epitácio Pessoa, foi eleito à Câmara Federal em 1994, sendo a terceira maior da Paraíba, 57.526 votos.
Optou pela ala de Ronaldo Cunha Lima, quando do racha com o bloco de Zé Maranhão e, enquanto tinha a reeleição de deputado federal assegurada, se sacrificou a disputar o Governo do Estado, em 1998, representando a coligação PT / PSB / PV / PC do B. Obteve 175.234 votos e seu opositor 877.522 votos. Com o intervalo em que permaneceu sem mandato e o desenho de novos quadros políticos na Paraíba, na tentativa de retornar à Assembleia Legislativa em 2002, através do PSB, obteve somente 12.647 votos, quantidade insuficiente para uma vaga. Em 2006, volta a demonstrar força disputando uma cadeira na Câmara Federal, desta vez pelo PDT, obtendo 50.348 votos, mas infelizmente prejudicado pela legenda. Gilvan viveu alguns dilemas e no ano de 2010 decidiu o que para muitos era pouco esperável: apoiou o processo de reeleição de Zé Maranhão, competindo uma vaga de deputado estadual, sem sucesso.
Voltou a exercer advocacia, mantendo-se evidente na política, como analista do assunto e participando de grandes bancadas da imprensa paraibana

## Decisão judicial
Uma decisão judicial publicada na terça-feira, 15 de setembro de 2015, obrigava o comunicador a retirar das redes sociais, um vídeo que chama o governador Ricardo Coutinho, do PSB de “psicopata”. A ação foi julgada pelo juiz Miguel de Brito Lyra Filho e foi movida pelo governador. O material foi divulgado no programa Os Intrometidos, em que ele faz parte e foi ao ar no último dia 7 de setembro.